# Rudolf Stuckert
Rudolf Stuckert (* 20. Juni 1912 in Hilden; † 24. März 2002 in Bettnang) war ein deutscher Maler und Galerist.

## Leben
1914 zieht die Familie Stuckert nach Düsseldorf. Das Großangebot des Düsseldorfer Kunstmarkts begünstigt Rudolf Stuckerts Weg zum Kunstsammeln. Er absolvierte 1928–1933 ein Studium an der Akademie Kassel und an der Akademie der Bildenden Künste in Düsseldorf. Stuckert war Meisterschüler bei Oskar Moll. 1936 eröffnete er die Galerie Rudolf Stuckert in der Blumenstraße 19, Düsseldorf, die Werke von Künstlern des 19. und 20. Jahrhunderts ausstellte. Im April 1937 eröffnete dort eine Ausstellung mit Werken von Otto Müller. Es gab eine erste Ausstellung von Bruno Goller.
1942–1945 war er Soldat. 1947 zog er auf die Höri am Bodensee. Im Jahr 1949 war Rudolf Stuckert Mitbegründer der Neuen Rheinischen Sezession in Düsseldorf, zusammen mit Ludwig Gabriel Schrieber (Initiator), Ernst Wilhelm Nay, Bruno Goller, Ewald Mataré und anderen. 1959 folgte die Eröffnung einer Galerie in Konstanz.
Rudolf Stuckert war zusammen mit Hans Sauerbruch Mitbegründer der Künstlergemeinschaft Der kleine Kreis, die von 1962 bis 1972 bestand.
1966 heiratete er die Malerin Rose Marie Stuckert-Schnorrenberg und bekam 1972 die gemeinsame Tochter Judith. Im Jahr 1974 zog die Familie um nach Bettnang auf die Vordere Höri, wo sie seit 1972 ein Fachwerkhaus renoviert hatte. 

## Leistungen
Die ersten Arbeiten gingen 1942 während einer Bombardierung verloren. Stuckerts Arbeiten sind ein Zusammenspiel von figurativer und abstrakter Malerei, in direktem Einfluss von Henri Matisse und Fernand Léger. Seine Bildmotive sind Landschaften und insbesondere Spielerfiguren, wie Ballspielende, Reifenspielende und Akrobaten. Er gehörte zu den sogenannten „Höri-Malern“, die sich auf der Halbinsel Höri zusammengefunden hatten.

## Einzelausstellungen, Auswahl
- 1961: Kunstverein Singen
- 1971: Hans-Thoma-Gesellschaft, Reutlingen
- 1972: Galerie F. G. Conzen, Düsseldorf; Kunstverein, Singen
- 1973: Kunstverein im Wessenberghaus, Konstanz; Kunstkreis NOVO, Mainz
- 1974: Bodensee-Museum, Friedrichshafen
- 1975: Galerie Dorn, Stuttgart
- 1977: Städtische Galerie, Freiburg
- 1987: Galerie Vayhinger, Radolfzell am Bodensee
- 1988: Kunstverein, Singen
- 2004: Gedächtnisausstellung Wilhelm-Fabry-Museum, Hilden
- 2005–06: Städtisches Kunstmuseum, Singen
- 2012: Ausstellungen zum 100. Geburtstag – Hermann-Hesse-Höri-Museum, Gaienhofen – Rathaus Moos – Galerie Moriell, Radolfzell – Galerie Kicherer, Aach

## Gruppenausstellungen, Auswahl
- 1946: Rheinische Sezession, Städtische Kunsthalle, Düsseldorf, Ausstellung zus. mit Ewald Mataré und Ludwig Gabriel Schrieber; Galerie Alex Vömel, Düsseldorf
- 1947: Moderne Deutsche Kunst seit 1933, Kunsthalle Bern
- 1950–1952: Neue Rheinische Sezession, Düsseldorf u. Köln